# Yusuke Suzuki
Yusuke Suzuki (Japans:鈴木 雄介, Suzuki Yūsuke) (Nomi (Ishikawa), 2 januari 1988) is een Japanse atleet, die is gespecialiseerd in het snelwandelen. Hij had van 2015 tot 2025 het wereldrecord op het onderdeel 20 km snelwandelen in handen. Hierop werd hij bovendien driemaal Aziatisch kampioen. Ook nam hij eenmaal deel aan de Olympische Spelen, maar won bij die gelegenheid geen medailles. In 2019 veroverde hij de wereldtitel op de 50 km snelwandelen.

## Biografie

### Jeugd
Suzuki, die al op jeugdige leeftijd met het snelwandelen was begonnen en aan wedstrijden deelnam, maakte zijn internationale debuut bij de wereldkampioenschappen U20 in 2004. Hij eindigde bij die gelegenheid als zeventiende op het onderdeel 10.000 m snelwandelen. Op ditzelfde onderdeel won hij een bronzen medaille bij de wereldkampioenschappen U18 van 2005 en wereldkampioenschappen U20 van 2006.

### Senioren
Op de wereldkampioenschappen van 2009 in Berlijn eindigde Suzuki op de 20 km snelwandelen als 39e met een tijd van 1:30.21. Bij de Olympische Spelen van 2012 in Londen eindigde hij op dit onderdeel als 36e in 1:23.53. Zijn 1:20.44 was goed voor een zilveren medaille bij de Aziatische Spelen van 2014.
Op 15 maart 2015 verbeterde Suzuki bij de Aziatische kampioenschappen het wereldrecord op de 20 km snelwandelen tot 1:16.36. Hij nam dat jaar ook deel aan de WK in Peking, maar moest nog voor de finish opgeven.

### Goud op WK
In de jaren 2016 en 2017 werd nauwelijks iets van de Japanner vernomen. Hij bleek langdurig te hebben geworsteld met blessures. In 2018 wist Suzuki zijn onderbroken loopbaan weer vlot te trekken en bereidde hij zich voor op deelname aan de WK van 2019 in Doha. Daarbij had hij, gezien zijn matige resultaten op de 20 km snelwandelen in voorgaande jaren, besloten om zich te richten op de 50 km snelwandelen. Die beslissing betaalde zich uit, want in de extreme hitte in Doha wist Suzuki zich op dit onderdeel prima staande te houden. Na reeds enkele minuten na de start de leiding in de wedstrijd te hebben genomen, stond hij die niet meer af, ook al kwamen enkele tegenstanders in de loop van de wedstrijd langszij. De Japanner gaf echter geen krimp en had in de laatste tien kilometer een dusdanige voorsprong opgebouwd, dat hij het zich vanaf 44 kilometer kon permitteren om enkele malen te wandelen. Hij won ten slotte in 4:04.20 en werd hiermee de eerste Japanner die op dit onderdeel een gouden medaille veroverde. Het was het hoogtepunt in de carrière van Suzuki. 

### Clubs
Vanaf 2006-2009 liep Suzuki voor de Université Juntendo. Sinds 2010 is hij aangesloten bij Fujitsu Track and Field Team.

## Titels
- Wereldkampioen 50 km snelwandelen – 2019
- Aziatisch kampioen 20 km snelwandelen – 2010, 2013, 2015
- Japans kampioen 20 km snelwandelen – 2011, 2013
- Japans kampioen 50 km snelwandelen – 2019

## Persoonlijke records
Baan
| Onderdeel             | Prestatie | Datum           | Plaats     |
| --------------------- | --------- | --------------- | ---------- |
| 3000 m snelwandelen   | 11.56,58  | 19 juli 2003    | Tatsuguchi |
| 5000 m snelwandelen   | 18.37,22  | 12 juli 2015    | Kitami     |
| 10.000 m snelwandelen | 38.27,09  | 11 oktober 2014 | Yamaguchi  |

Weg
| Onderdeel          | Prestatie       | Datum         | Plaats |
| ------------------ | --------------- | ------------- | ------ |
| 10 km snelwandelen | 38.06           | 15 maart 2015 | Nomi   |
| 20 km snelwandelen | 1:16.36 (ex-WR) | 15 maart 2015 | Nomi   |
| 50 km snelwandelen | 3:39.07         | 14 april 2019 | Wajima |

## Palmares

### 10.000 m snelwandelen
- 2004: 17e WK U20 – 43.43,26
- 2005:  WK U18 – 42.43,22
- 2006:  Aziatische jeugdkamp. – 47.06,99
- 2006:  WK U20 – 43.45,62

### 20 km snelwandelen
- 2007: 4e Universiade – 1:25.50
- 2009: 39e WK – 1:30.21
- 2010:  Aziatisch kamp. – 1:20.06
- 2010: 5e Aziatische Spelen – 1:25.50
- 2010: 41e Wereldbeker – 1:30.08
- 2011:  Japanse kamp. – 1:21.13
- 2011: 4e WK – 1:21.39[1]
- 2012: 36e OS – 1:23.53
- 2013:  Japanse kamp. - 1:19.02
- 2013:  Aziatisch kamp. – 1:18.34
- 2013: 12e WK – 1:23.20
- 2014:  Aziatisch kamp. – 1:21.01
- 2014: 4e Wereldbeker – 1:19.19
- 2014:  Aziatische Spelen – 1:20.44
- 2015:  Aziatisch kamp. – 1:16.36 (WR)
- 2015: DNF WK

### 50 km snelwandelen
- 2019:  Japanse kamp. – 3:39.07
- 2019:  WK – 4:04.20

1976 Veniamin Soldatenko ·
1983: Ronald Weigel ·
1987: Hartwig Gauder ·
1991: Aleksandr Potasjov ·
1993: Jesús Ángel García ·
1995: Valentin Kononen ·
1997: Robert Korzeniowski ·
1999: Ivano Brugnetti ·
2001: Robert Korzeniowski ·
2003: Robert Korzeniowski ·
2005: Sergej Kirdjapkin ·
2007: Nathan Deakes ·
2009: Sergej Kirdjapkin ·
2011: Sergej Bakoelin ·
2013: Robert Heffernan ·
2015: Matej Tóth ·
2017: Yohann Diniz ·
2019: Yusuke Suzuki